# Retenez moi...ou je fais un malheur
Retenez moi...ou je fais un malheur, é um filme de comédia de 1984 dirigido por Michel Gerard e protagonizado por Jerry Lewis. Foi somente lançado na Europa.

## Sinopse
Jerry Logan (Jerry Lewis) é um policial de Las Vegas que vai à França para visitar sua ex-mulher (Charlotte de Turckheim), com quem ainda tem contato. Ela agora está casada com Laurent Martin (Michel Blanc), que também é um policial. Realmente, os dois não foram com a cara um do outro, mas acabam se unindo para combaterem alguns contrabandos.

## Elenco
- Jerry Lewis - Jerry Logan
- Michel Blanc - Laurent Martin
- Charlotte de Turckheim - Marie-Christine Martin
- Michel Peyrelon - Franz
- Gérard Hérold - Jean-Benóit
- Maurice Risch - Farett

## Ficha técnica
- Estúdio: Coline
- Distribuição: Société des Etablissements L. Gaumont
- Direção: Michel Gerard
- Roteiro: Michel Gerard
- Produção: Pierre Kalfon e Michel Gerard
- Música: Vladimir Cosma
- Fotografia: Jean Monsigny
- Direção de Arte: Gerard Viard
- Figurino: Syvie Gluck
- Edição: Gerárd Le Du

## Curiosidades
- Esse foi um de dois filmes de Jerry Lewis que foram somente lançados diretamente na Europa. Nunca foi lançado nos EUA, porém, ganhou dois títulos em inglês: To Catch a Cop e The Defective Detective. Lewis constatou que ao longo em que ele estiver no controle de lançamento e distribuição, este filme nunca será lançado nos EUA.